# Bukowiec (powiat grudziądzki)
Bukowiec – wieś w Polsce położona w województwie kujawsko-pomorskim, w powiecie grudziądzkim, w gminie Rogóźno.

## Podział administracyjny
W latach 1975–1998 miejscowość należała administracyjnie do województwa toruńskiego.

## Demografia
Według Narodowego Spisu Powszechnego (III 2011 r.) wieś liczyła 155 mieszkańców. Jest dziesiątą co do wielkości miejscowością gminy Rogóźno.